# Vyšný Skálnik
Vyšný Skálnik je obec na Slovensku v okrese Rimavská Sobota v Banskobystrickém kraji. V roce 2023 zde žilo 144 obyvatel.

## Poloha
Obec se nachází na jižním okraji Slovenského rudohoří, v geologické podjednotce Revúcká vrchovina v údolí řeky Rimavy. Centrum obce leží v nadmořské výšce 243 m n. m. a od centra Rimavské Soboty je vzdáleno přibližně 12 kilometrů.
Sousedními obcemi jsou Rimavské Zalužany a Kraskovo na severu, Nižný Skálník na jihu, Kociha na severozápadě a Hrachovo na západě. Na cestě mezi Hrachovem a Vyšným Skálníkem se nachází železniční zastávka na železniční trati Brezno–Jesenské, pojmenovaná Hrachovo. 

## Historie
První písemná zmínka o vsi Vyšný Skálnik pochází z roku 1334, oblast okolo obce však byla osídlená již dávněji Kelty, což dokazují archeologické nálezy kovářských výhní v okolí. Samotná obec vznikla odtržením od sousední obce Nižný Skálnik. Během 14. století byla obě sídla známá pod názvem Zkalnok utraque. Původní obyvatelé se věnovali zemědělství a stavěli si domy z pískovce. Po rozsáhlé reformaci přijali augsburské vyznání. V 19. století se poblíž obce nacházel lom na mramor, zhruba desítku původních štol lze nalézt na jihovýchodním okraji obce.
V sedmdesátých letech minulého století byla v katastrálním území obce vybudována menší vodní nádrž.

## Kultura a zajímavosti

### Památky
- Rodný dům Jána Botta, dům č. p. 44, jednopodlažní stavba obdélníkového půdorysu z 19. století. V interiéru budovy je pamětní místnost věnovaná osobnosti básníka. Fasády domu jsou po moderní úpravě hladké, střecha je sedlová. Na budově se nachází básníkova pamětní deska.

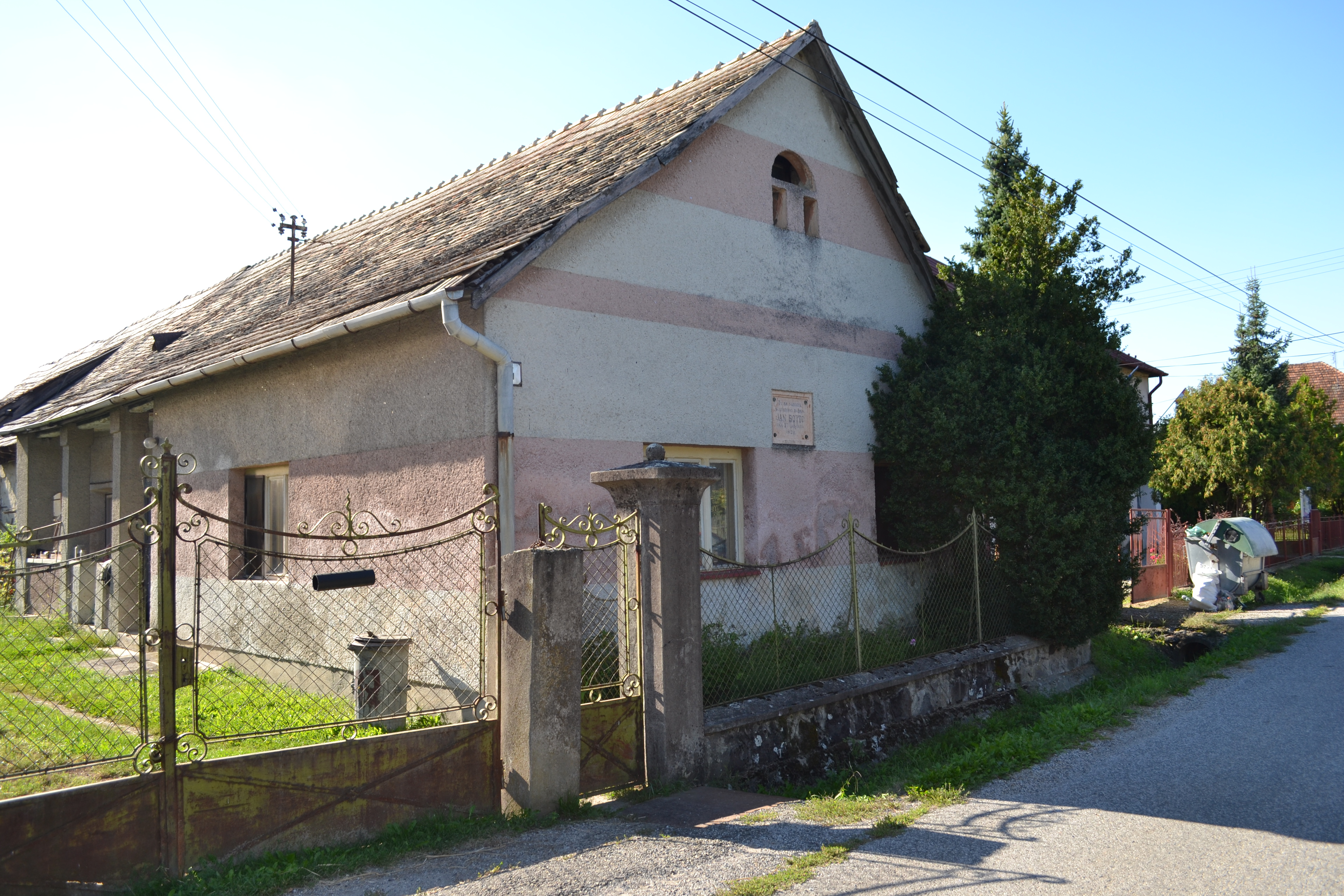
Rodný dům Jána Botta
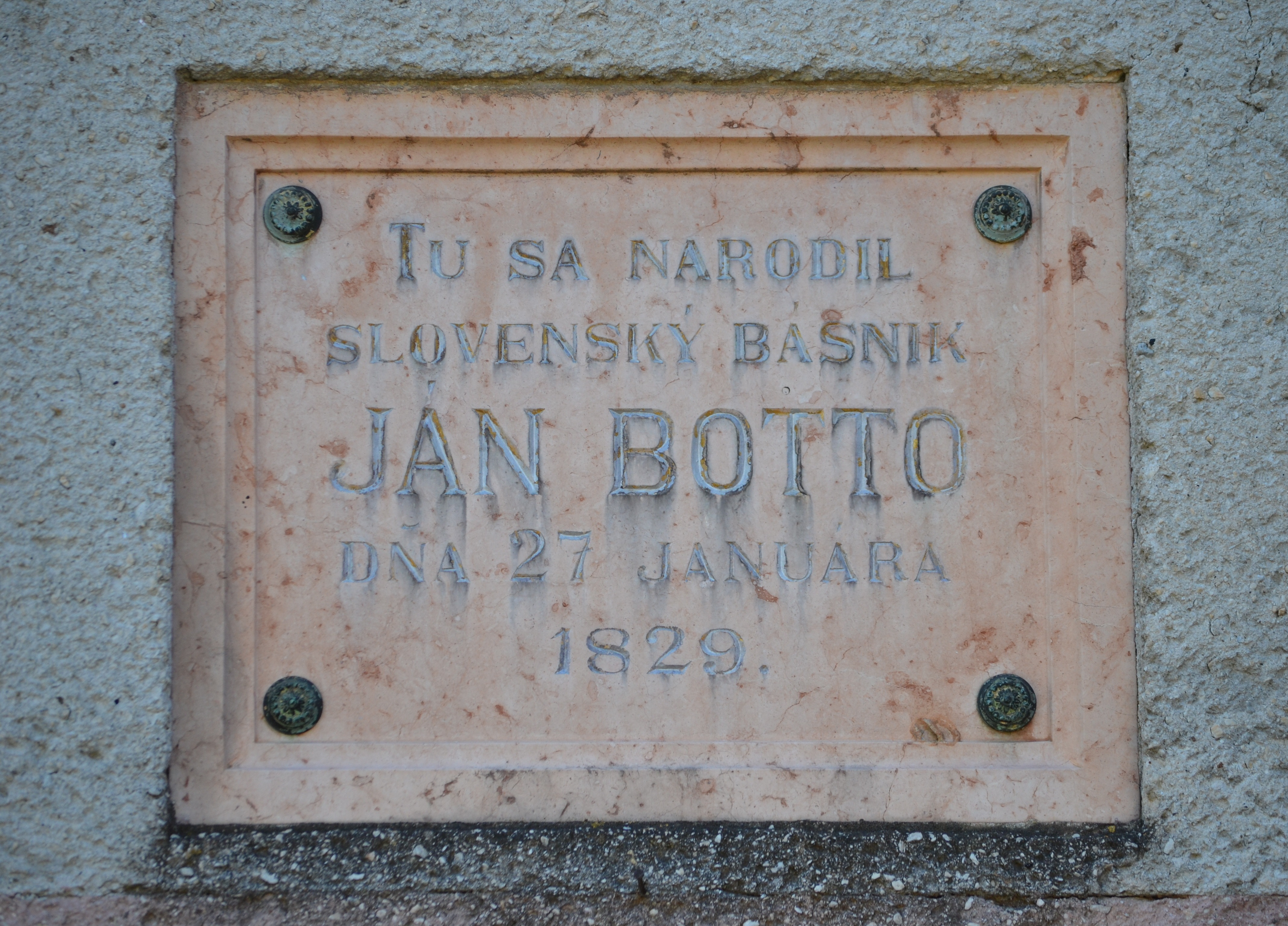
Pamětní deska na fasádě domu.
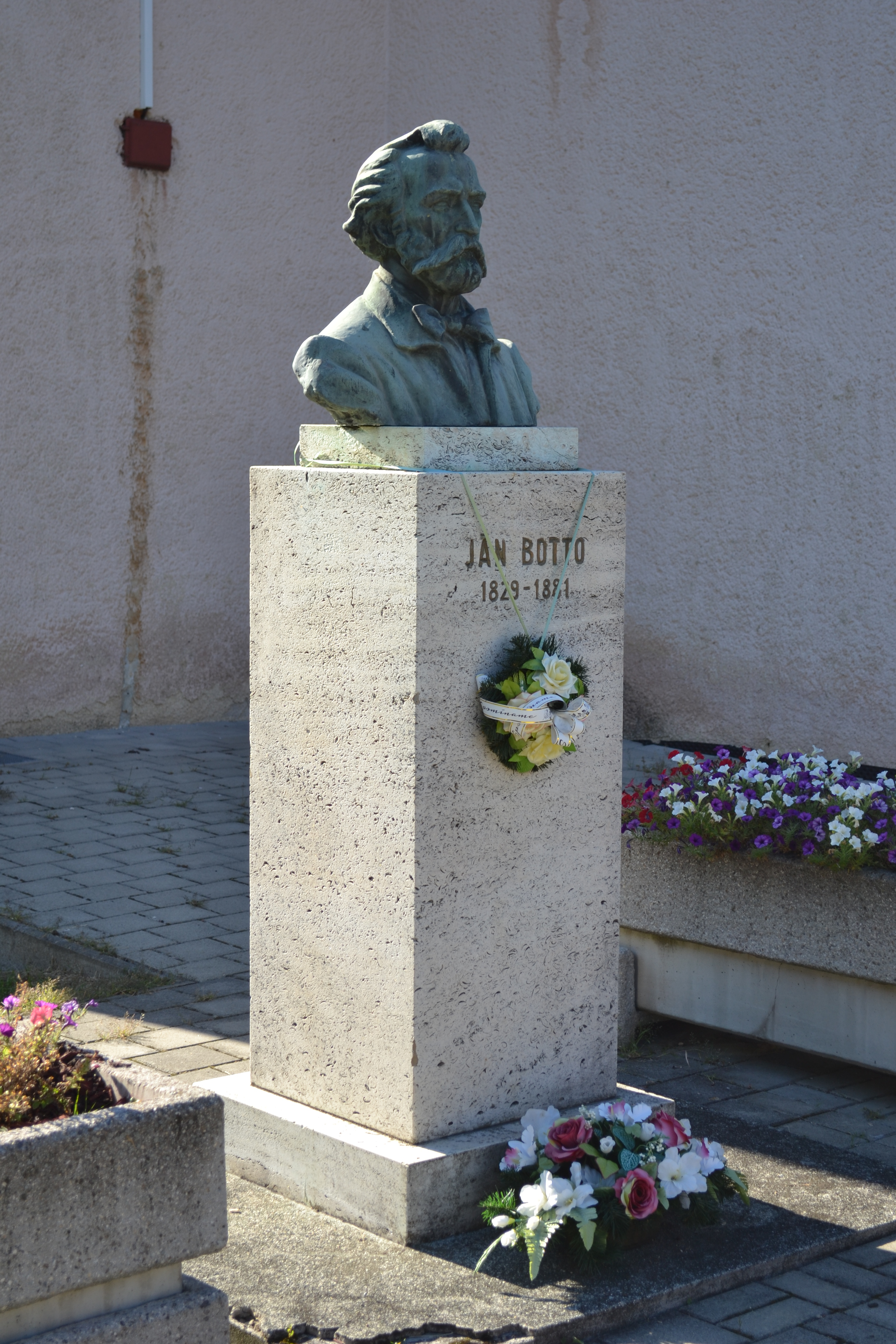
Bottova busta před obecním úřadem

### Turismus
Obec je v okolí vyhledávaným turistickým cílem v souvislosti s okolní výstavbou rekreačních chat a také vodní nádrží, která je cílem rybářů a v zimě bruslařů. Na území obce se nachází pramen Vyvieračka, na nějž je napojen obecní vodovod a pivovar Gemer.

## Osobnosti
- Ján Botto (1829–1881), romantický básník, autor pověstí a balad inspirovaných lidovým vyprávěním